# Alfons Higl
Alfons Higl (* 17. Dezember 1964 in Aindling) ist ein ehemaliger deutscher Fußballspieler.

## Werdegang
Alfons Higl war ein solider und verlässlicher Verteidiger, der seine erfolgreichste Zeit beim 1. FC Köln hatte. Nach den Stationen FC Augsburg und SC Freiburg holte ihn Trainer Christoph Daum 1989 an den Rhein. Mit der Kölner Mannschaft um Pierre Littbarski, Frank Ordenewitz und Thomas Häßler wurde der gebürtige Schwabe 1990 deutscher Vizemeister und erreichte das Halbfinale des UEFA-Pokals gegen Juventus Turin. Das DFB-Pokal-Finale 1991 verlor er mit dem 1. FC Köln gegen Werder Bremen. 1995 wechselte er zum Lokalkonkurrenten SC Fortuna Köln, bei dem er nach Saisonende seine aktive Laufbahn beendete. 
Anschließend schlug Higl den Weg des Trainers ein, der ihn zunächst in die Jugend des FC Augsburg sowie in den südbadischen Amateurfußball führte. Nach einem erneuten Engagement beim FC Augsburg feierte er in der Spielzeit 1999/2000 ein kurzes Comeback als Spieler in der Landesliga Südbaden, als ihn der Freiburger FC reaktivierte und er zehn Spiele bestritt, als Tabellenzweiter schaffte die Mannschaft zum Saisonende über die Aufstiegsrunde den Aufstieg in die Verbandsliga Südbaden – zwischenzeitlich war er jedoch als Co-Trainer zum VfL Wolfsburg weitergezogen, wo er bis zur gemeinsamen Freistellung im März 2003 Wolfgang Wolf unterstützte. 
Im Sommer 2004 heuerte Higl beim TSV 1860 München an, dessen zweite Mannschaft er in der Regionalliga Süd betreute. Zur Saison 2006/07 wechselte er zum Erstligisten VfB Stuttgart, wo er unter Armin Veh als Co-Trainer arbeitete und 2007 Deutscher Meister wurde. Am 19. Januar 2007 wurde sein Vertrag beim VfB bis 2008 verlängert. Am 23. November 2008 wurde er zusammen mit Armin Veh beim VfB Stuttgart entlassen. Vom 1. Juli 2009 bis zum 25. Januar 2010 trainierte er als Co-Trainer unter Veh den damals amtierenden deutschen Meister VfL Wolfsburg. Zur Saison 2011/12 übernahm Higl als verantwortlicher Cheftrainer die U19 der TSG 1899 Hoffenheim.
Nach dem 3. Spieltag der Fußball-Bundesligasaison 2013/14 stieß Higl wieder zum Trainerteam des VfB Stuttgart. Dort wurde er Co-Trainer von Thomas Schneider, dem neuen VfB-Cheftrainer. Nach dem 24. Spieltag der Saison, am 9. März 2014, wurde er aufgrund einer anhaltenden Negativserie zusammen mit Cheftrainer Thomas Schneider und seinem Co-Trainerkollegen Tomislav Maric von seinen Aufgaben freigestellt.
Zur Rückrunde der Saison 2016/17 übernahm Higl den Cheftrainer-Posten beim Oberligisten Bahlinger SC. Seit Saisonbeginn stand auch sein Sohn Felix im Kader des Teams. Mit Beginn der Saison 2019/20 war Alfons Higl Assistenztrainer beim FC Zürich, im Oktober 2020 wurde er kurz nach der Entlassung des Cheftrainers Ludovic Magnin ebenfalls seines Postens enthoben.
Von 2021 bis 2023 war er als Scout und Kaderplaner der U17 bis zur U23 bei der TSG 1899 Hoffenheim angestellt.

## Statistik
- 1. Bundesliga
172 Spiele; 5 Tore 1. FC Köln

- 2. Bundesliga
73 Spiele; 10 Tore SC Freiburg
11 Spiele Fortuna Köln

- DFB-Pokal
19 Spiele; 2 Tore 1. FC Köln

- UEFA-Cup
17 Spiele; 2 Tore 1. FC Köln

## Erfolge
als Spieler
- 1990 Deutscher Vize-Meister
- 1991 DFB-Pokal-Finale

als Co-Trainer
- 2007 Deutscher Meister mit dem VfB Stuttgart